# Silvia Parietti
Silvia Parietti   (Liorna, 19 de març de 1978) va ser una ciclista italiana professional del 1999 al 2008. Del seu palmarès destaca el Campionat nacional en ruta de 2005. Va representar Itàlia als Campionats del món de ciclisme en ruta de 2001, 2003 i 2004.

## Palmarès
- 2005
  -  Campiona d'Itàlia en ruta.[2][3]